# Graf-Goltz-Kaserne
Die Graf-Goltz-Kaserne war eine Kasernenanlage in Hamburg-Rahlstedt, die von 1939 bis 1992 militärisch genutzt wurde. Die Anlage umfasste eine Fläche von 26,971 ha. Im Rahmen der Konversion entstand ab 1999 das Wohnquartier Boltwiesen. 

## Geschichte

### NS-Staat und Zweiter Weltkrieg
Die Kaserne wurde im Zuge der Aufrüstung der Wehrmacht von 1938 bis 1939 am östlichen Rand Rahlstedts gebaut. Benannt wurde sie nach Rüdiger von der Goltz. Der markanteste Baukörper der Anlage war die Toranlage, deren Pfeiler auf der Innenseite Bilder des Einmarsches deutscher Truppen in Prag und der Besetzung Brest-Litowsks zeigten, die 1939, zu Beginn des Zweiten Weltkriegs, entstanden. Die Bilder sollten an die Beteiligung des in Hamburg stationierten Infanterieregiments 76 an der Besetzung Brest-Litowsks erinnern. Die Kaserne war annähernd achsensymmetrisch zum Tor und dem direkt dahinter liegenden Platz mit einem kleinen Denkmal aufgebaut.
Bezogen wurde die Truppenunterkunft vom III./Infanterieregiment 76, der Nachrichtenausbildungsabteilung 20 (mit Stab, 1./ sowie 2./Ausbildungs- und Lehrgangskompanie) der 20. Infanteriedivision (mot.) und der Ausbildung für Nachrichteneinheit X des Wehrkreises X. Zur Vorbereitung des Überfalls auf Polen verlegte das Infanterieregiment 76 im August 1939 nach Pommern. Es zogen Landesschützen ein und ab 1944 beherbergte die Kaserne Marscheinheiten.

### Britische Besatzungszeit
Während die Boehn-Kaserne in Hamburg-Rahlstedt von der Britischen Rheinarmee besetzt und belegt wurde, erfolgten in der Graf-Goltz-Kaserne keine Stationierungen. Die Anlage wurde daher als Wohnunterkunft genutzt. 1949 übernahmen die Geyer-Filmkopierwerke im östlichen Teil des Geländes ein ehemaliges Unterkunftsgebäude. Ab 1950 kamen weitere Ansiedlungen hinzu. Der Vorschlag, die Graf-Goltz-Kaserne zur „Filmstadt Hamburg“ umzunutzen, fand in der Hamburger Bürgerschaft jedoch keine Zustimmung.

### Bundesgrenzschutz und Bundeswehr
Die ab 29. Mai 1951 in Lübeck in der St. Hubertus-Kaserne aufgestellte Grenzschutzabteilung Nord IV (s) verlegte am 28. Juni 1951 in die Graf-Goltz-Kaserne. Zum 1. Januar 1954 wurde diese Einheit in III./Grenzschutzgruppe 7 umbenannt. Bis zu ihrer Auflösung am 30. Juni 1956 und Eingliederung in die Bundeswehr blieb diese Abteilung in der Kaserne beheimatet.
Im Laufe der Nutzung durch die Bundeswehr (hauptsächlich durch Teile der Panzergrenadierbrigade 17) entstanden im westlichen und nördlichen Teil einige moderne Gebäude, im östlichen Teil ein Übungsgelände sowie an der Nordseite eine direkte Zufahrt zum damaligen Standortübungsplatz Höltigbaum.
1963 veräußerte der Bund eine Teilfläche der Kaserne an die Firmen Geyer-Werke GmbH und Deutsche Wochenschau GmbH.
Folgende Stäbe, Verbände, Einheiten und Dienststellen der Bundeswehr waren in der Graf-Goltz-Kaserne stationiert:
| Einheit                                                       | Stationierung ab  | Herkunft                                                                                                  | Stationierung bis  | Verbleib |
| ------------------------------------------------------------- | ----------------- | --- | ------------------ | --- |
| III./Feldartilleriebataillon 1                                | 1. Juli 1956      | aufgestellt aus III./Grenzschutzgruppe 7 des Bundesgrenzschutzes                                          | 3. Juni 1957       | verlegt nach Buxtehude, Estetal-Kaserne |
| Panzerbataillon 3                                             | 3. September 1956 | neu aufgestellt                                                                                           | 16. März 1959      | umbenannt in Panzerbataillon 174 |
| Panzerbataillon 23                                            | 16. Januar 1958   | neu aufgestellt aus Panzerbataillonen 3 und 13                                                            | Februar 1958       | verlegt nach Schwanewede, Lützow-Kaserne, dort am 16. März 1959 umbenannt in Panzerbataillon 324                                                                     |
| Panzerbataillon 174                                           | 16. März 1959     | aus Panzerbataillon 3                                                                                     | 30. September 1992 | aufgelöst |
| Panzerjägerkompanie 170                                       | 16. März 1959     | nach Aufstellung am 1. Oktober 1956 als 2./Panzerjägerbataillon 3 verlegt aus Neumünster, Scholtz-Kaserne | November 1968      | zunächst Umzug in Estorff-Kaserne in Hamburg; im November 1969 weiterverlegt nach Schwarzenbek in die Sachsenwald-Kaserne, dort in Panzerjägerkompanie 160 umbenannt |
| Panzeraufklärungskompanie 170                                 | 1. August 1959    | aus Panzeraufklärungsbataillon 6 in Neumünster herausgelöst                                               | 1. April 1962      | wiedereingegliedert in Panzeraufklärungsbataillon 6 in Eutin |
| 3./Versorgungsbataillon 176                                   | 1. Februar 1968   | nach Aufstellung ab 1. Juli 1959 in der Boehn-Kaserne in Hamburg verlegt                                  | 30. September 1972 | zur Instandsetzungskompanie 170 umgegliedert |
| Materialausstattung Sanitätsbereich 10/3                      | 1. Juli 1972      | neu aufgestellt                                                                                           | 30. September 1992 | aufgelöst |
| Instandsetzungskompanie 170                                   | 1. Oktober 1972   | aus 3./Versorgungsbataillon 176 gebildet                                                                  | 30. September 1992 | aufgelöst |
| Panzergrenadierbataillon 171 mit 1./ (Teileinheit 37) und 4./ | 1. April 1981     | neu aufgestellt, teilaktiv                                                                                | 30. September 1992 | aufgelöst |

Die Kaserne wurde im Zuge der Verkleinerung der Bundeswehr nach dem Ende des Kalten Krieges und der Deutschen Wiedervereinigung am 30. September 1992 als erste Hamburger Truppenunterkunft endgültig geschlossen.

## Nachnutzung
Nach der Räumung der Kaserne wurden ab 1992 einige Gebäude an der Sieker Landstraße zeitweise als Unterkunft für Asylbewerber genutzt. 1995 konnte nach achtmonatiger Umbauzeit ein Gebäude westlich der Hauptzufahrt als Studentenwohnheim für 136 Studierende übergeben werden.
Im Mai 1993 hatte die Senatskommission für Umweltpolitik und Stadtentwicklung die Erstellung von Realisierungskonzepten für den Wohnungsbau auf der ehemaligen Militärliegenschaft beschlossen. 1996/97 fand ein kooperatives Entwurfsfindungsverfahren statt. Am 2. Mai 1997 wurde der Aufstellungsbeschluss zum Bebauungsplan Rahlstedt 108 gefasst und zwei öffentliche Auslegungen 1997/98 durchgeführt. 1998 folgte ein städtebauliches Gutachten. Die städtebauliche Zielvorstellung sah eine Gartenstadt mit Reihenhäusern als Bebauung vor. Darüber hinaus sollte eine zentrale Gemeinbedarfsfläche um eine Sporthalle geschaffen werden. Da die Anlage aufgrund ihrer Baufälligkeit 1999 abgerissen werden musste, änderte die Senatskommission für Stadtentwicklung, Umwelt, Wirtschaft und Verkehr am 27. Januar 2000 zu einer Wohngebietsausweisung. Eine Änderung des Aufstellungsbeschlusses am 11. April 2000 und eine erneute Öffentlichkeitsbeteiligung wurden durchgeführt. Am 17. Dezember 2002 wurde das Gesetz über den Bebauungsplan durch den Hamburger Senat erlassen. Der Bebauungsplan weist im nördlichen Bereich 14 reine Wohngebietsflächen, ein Kindertagesheim, ein Waldgebiet, eine öffentliche Parkanlage, einen privaten Grünzug und einen öffentlichen Spielplatz aus. Im zentralen und südlichen Teil der ehemaligen Kaserne wurden 9 reine Wohnbauflächen, 6 allgemeine Wohngebiete, 4 private Grünflächen, ein Jugendclub und ein öffentlicher Spielplatz festgelegt.
Die Gebäude wurden ab 1999 weitgehend abgerissen. Der Hauptteil des Geländes wurde zwischen 2001 und 2007 in das Wohngebiet Boltwiesen umgewandelt, das 530 Wohneinheiten umfasst. Um den Erhalt der Toranlage entwickelte sich eine politische Diskussion, die im April 1999 mit der Entscheidung der Hamburger Bürgerschaft zum Abriss des Tores endete. Im selben Jahr wurde die Anlage entfernt. Im Bereich des ehemaligen Tores entstand unmittelbar an der Sieker Landstraße eine Ladenzeile mit Geschäften des täglichen Bedarfs.
Im östlichen Teil gab es den Gebäudekomplex der Geyer-Filmkopierwerke, deren Betrieb 2013 eingestellt wurde, noch bis zu dessen Abriss Ende 2014. Zwischen 2016 und 2018 entstanden hier weitere 155 Wohneinheiten.
Im westlichen Teil wurden Teile der Anlage in den 1990er-Jahren durch die Bundeszollverwaltung übernommen und umgebaut. Einer der ursprünglichen Unterkunftsblöcke, einige Gebäude aus den 1970er-Jahren und einige Fahrzeughallen beherbergen seitdem den Hauptsitz des Zollfahndungsamtes Hamburg.

## Fotos

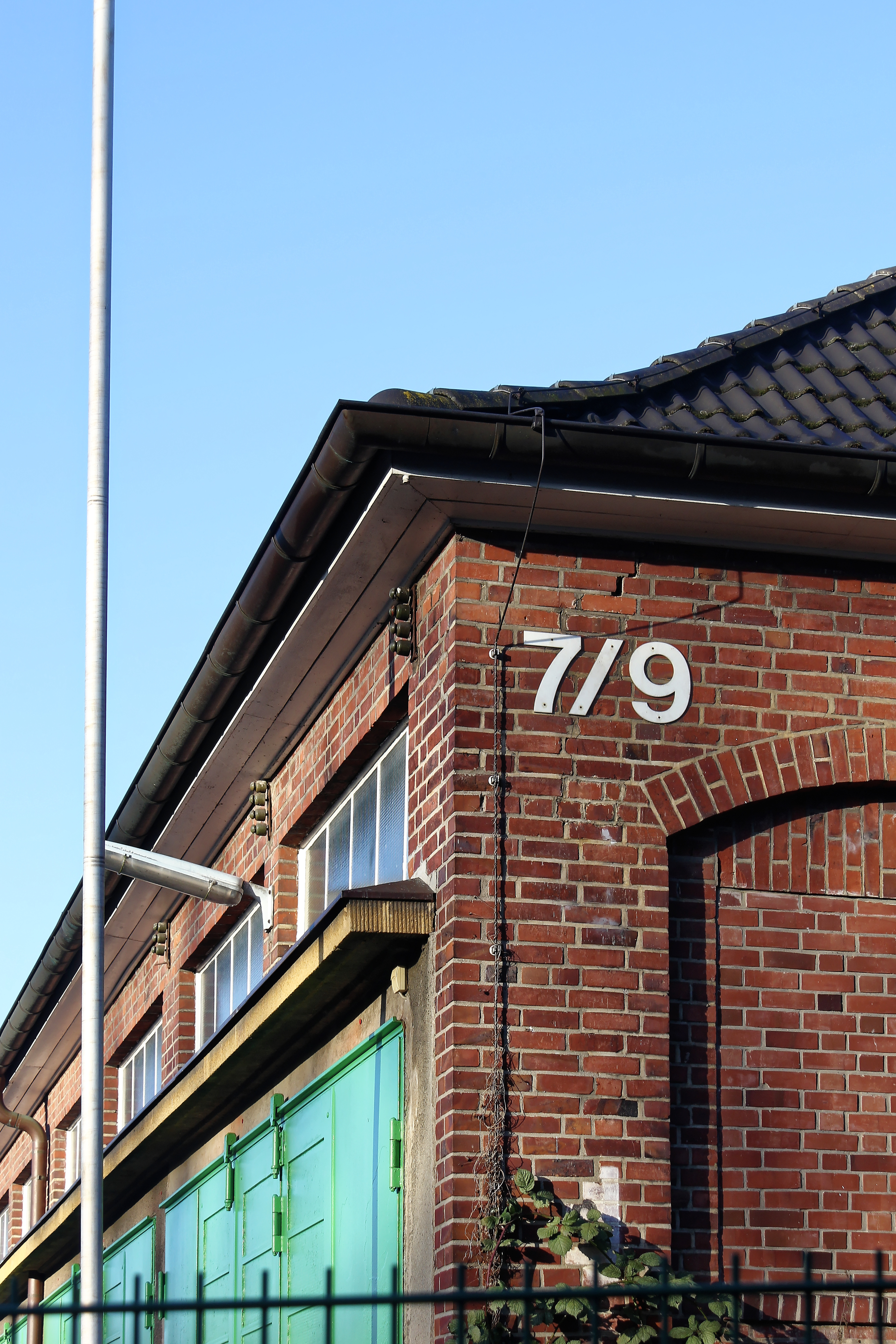
Nummerierung der Fahrzeughallen
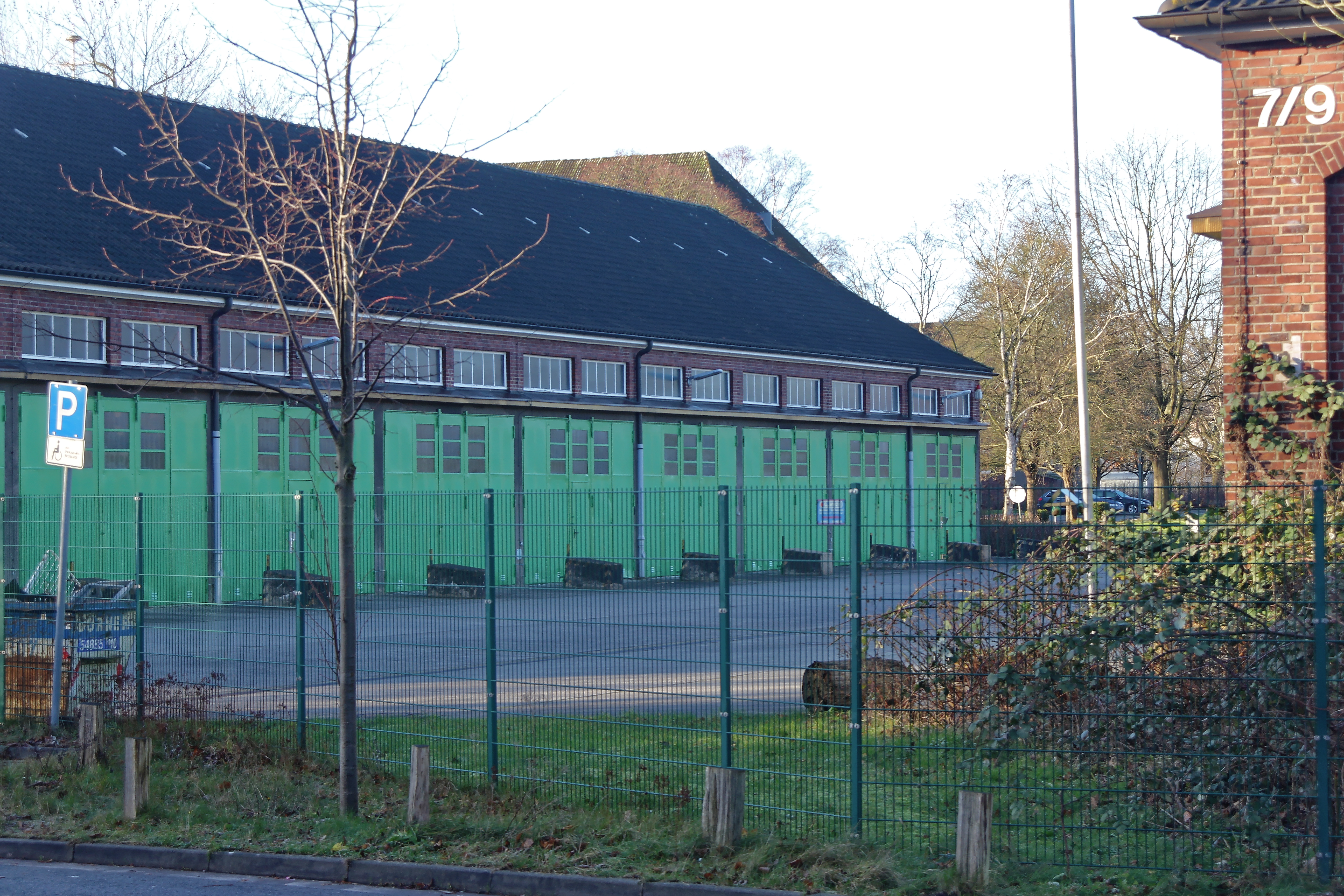
Fahrzeughallen
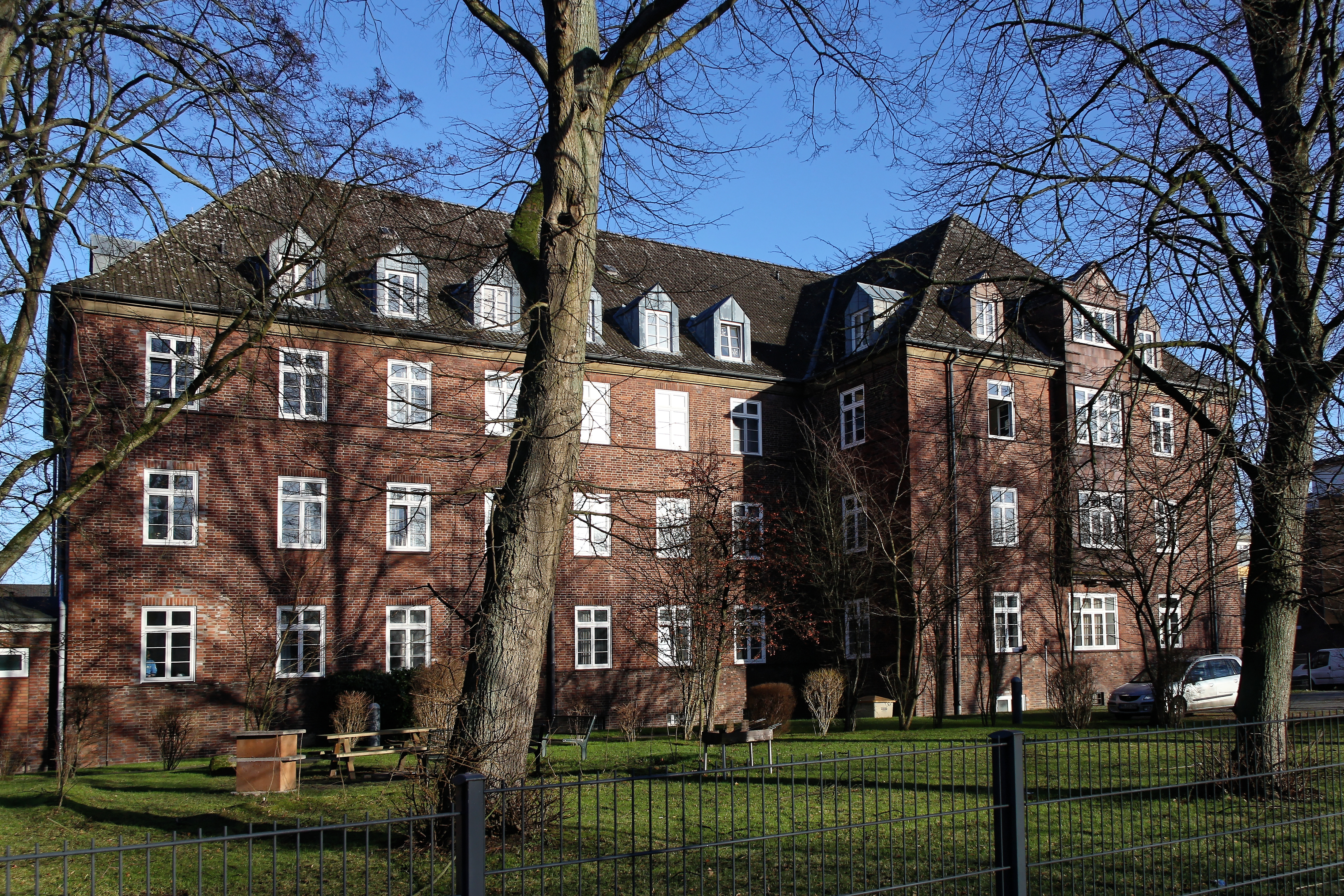
Unterkunftsgebäude, 2015 Nutzung als Studentenwohnheim
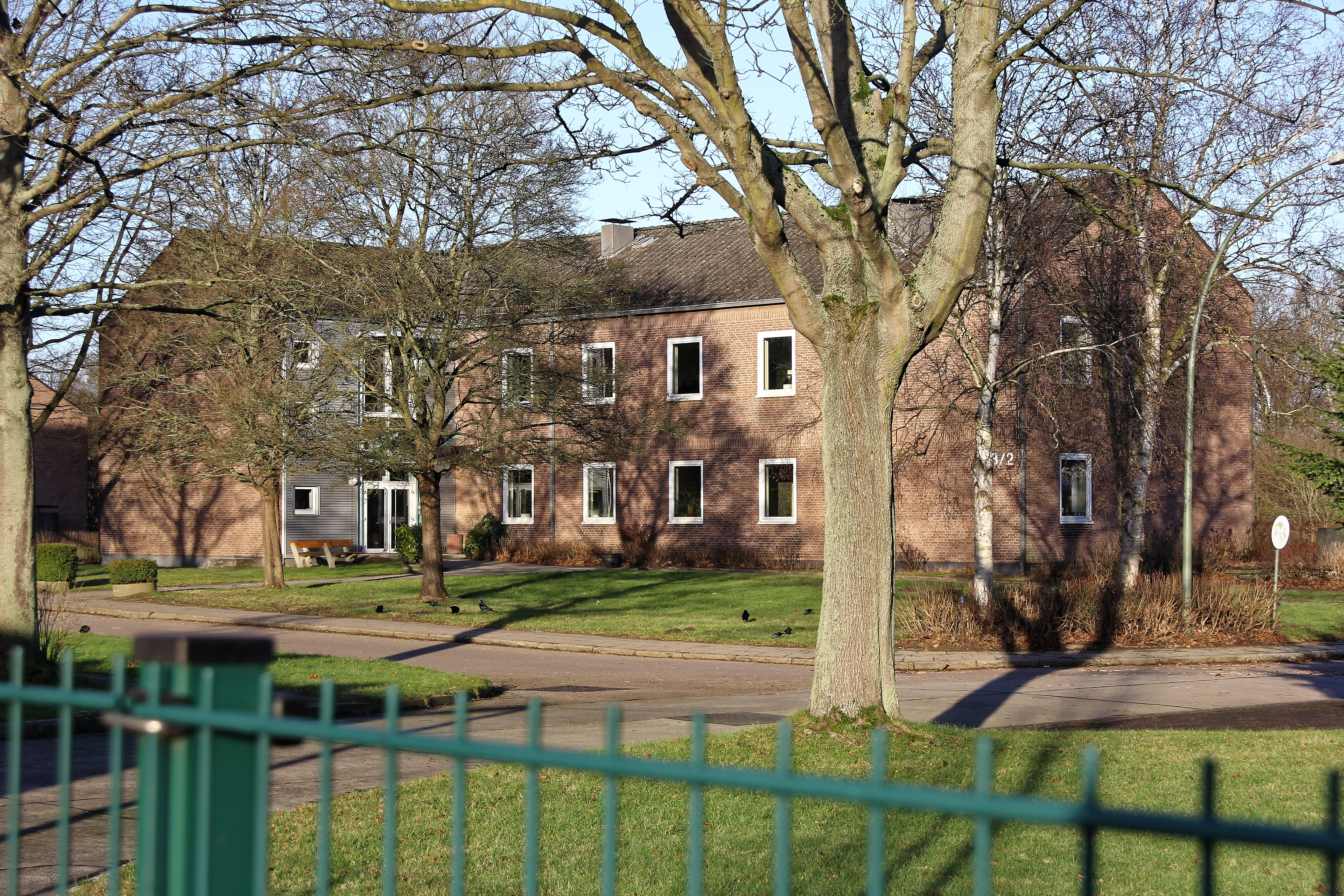
Erhaltene Kasernengebäude aus den 1970er-Jahren
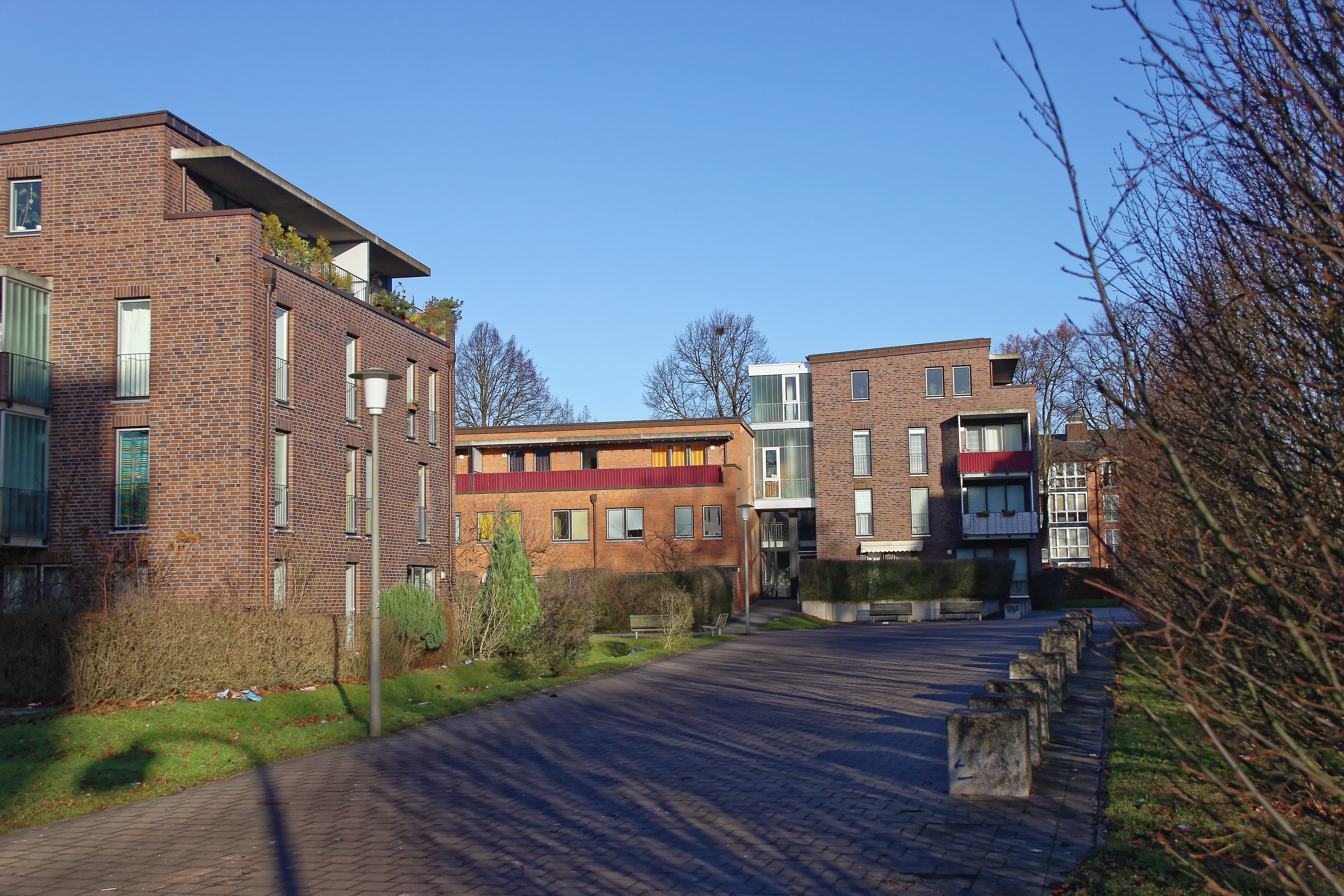
Neue Wohnbebauung

## Trivia
Für den Tatort: Gelegenheit macht Liebe (1984) mit Manfred Krug als Kommissar Stoever diente die Kaserne als Drehort für die Bundeswehr-Szenen.